# Lianella Carell
Lianella Carell (Roma, 6 maggio 1927 – Roma, 22 dicembre 2000) è stata una giornalista, attrice e scrittrice italiana.

## Biografia
Scrittrice e giornalista già in giovane età, lavorò, tra l'altro, alla Radio Rai di Roma, scrivendo brevi copioni per trasmissioni di carattere culturale, avendo così modo di frequentare gli artisti e il mondo dello spettacolo della capitale. Nel 1948 incontrò Vittorio De Sica per un'intervista, proprio nel momento in cui il regista era alla ricerca della protagonista di Ladri di biciclette: la Carell, dopo aver effettuato un provino di fronte alla cinepresa, venne immediatamente scritturata per la parte di Maria: sarà questa partecipazione, del tutto convincente, a renderla famosa in breve tempo.
Partecipò successivamente a 16 pellicole, ma in nessuna di queste troverà il successo del primo film, finché, nel 1958, abbandonò il cinema come attrice, proseguendo però la sua professione di scrittrice e sceneggiatrice. Nel 1956 pubblicò il romanzo La pellicana. Alla Rai continuò a lavorare sino agli anni '90, curando programmi di vario genere, sia come autrice che come presentatrice: in particolare fu coautrice dei testi della maggior parte degli spettacoli televisivi di Raffaella Carrà. 
Morì a Roma nel 2000.

## Filmografia

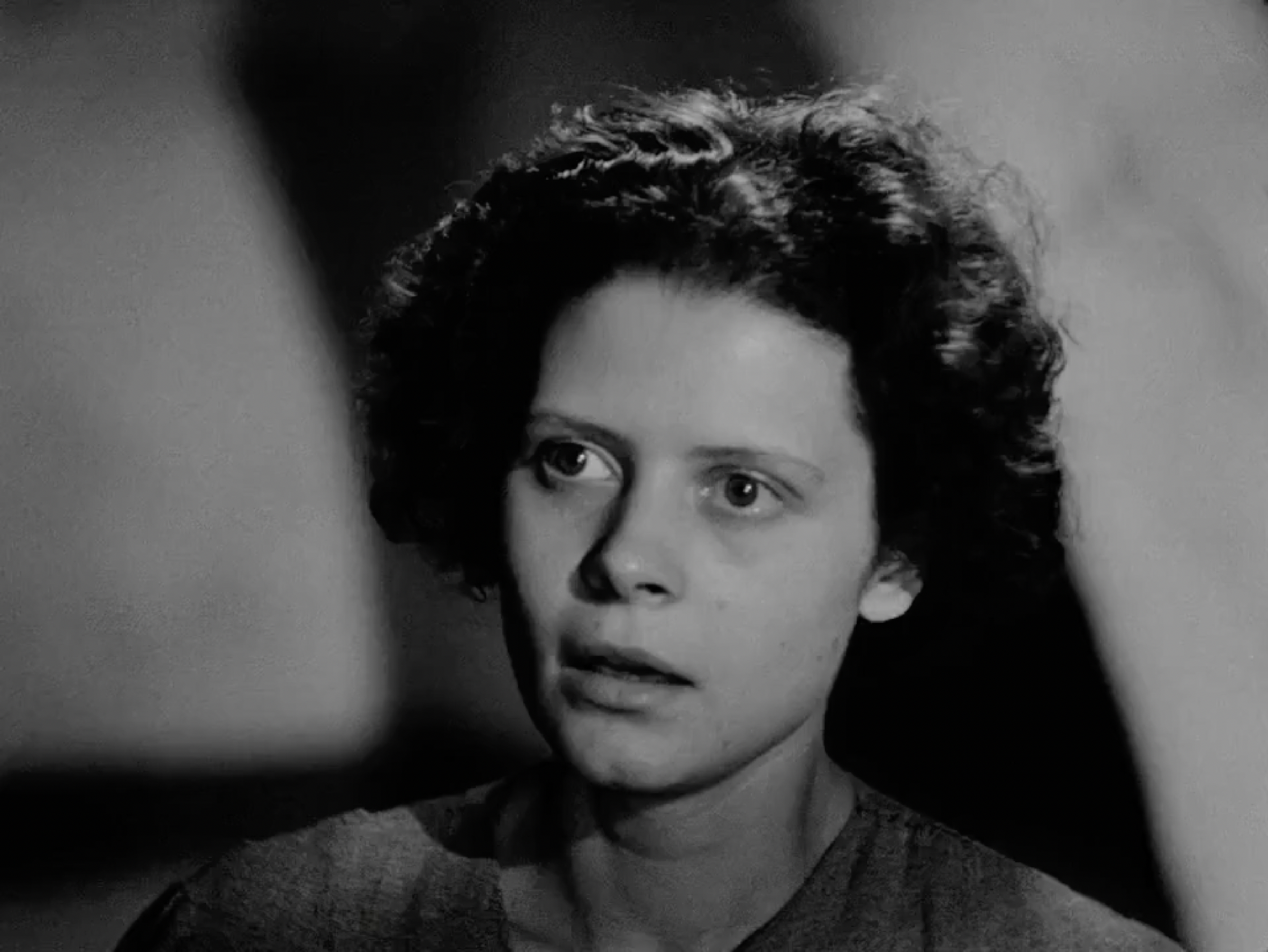
Lianella Carell in Ladri di biciclette (1948)

### Attrice
- Ladri di biciclette, regia di Vittorio De Sica (1948)
- Benvenuto reverendo!, regia di Aldo Fabrizi (1949)
- I falsari, regia di Franco Rossi (1951)
- Una donna ha ucciso, regia di Vittorio Cottafavi (1952)
- Ragazze da marito, regia di Eduardo De Filippo (1952)
- Processo contro ignoti, regia di Guido Brignone (1952)
- Cose da pazzi, regia di Georg Wilhelm Pabst (1954)
- Viva il cinema!, regia di Enzo Trapani (1953)
- Viva la rivista!, regia di Enzo Trapani (1953)
- Desiderio 'e sole, regia di Giorgio Pàstina (1954)
- Lettera napoletana, regia di Giorgio Pàstina (1954)
- L'oro di Napoli, regia di Vittorio De Sica (1954)
- Una donna libera, regia di Vittorio Cottafavi (1954)
- Il piccolo vetraio, regia di Giorgio Capitani (1955)
- Pezzo, capopezzo e capitano, regia di Wolfgang Staudte (1958)
- Gli zitelloni, regia di Giorgio Bianchi (1958)

### Sceneggiatrice
- Amore e guai..., regia di Angelo Dorigo (1958)
- Io, io, io... e gli altri, regia di Alessandro Blasetti (1965)
- Roma come Chicago, regia di Alberto De Martino (1968)
- Gli insaziabili, regia di Alberto De Martino (1969)
- Peccati in famiglia, regia di Bruno Gaburro (1974)

### Doppiatrici
- Gemma Griarotti in I falsari
- Lydia Simoneschi in Una donna ha ucciso
- Dhia Cristiani in Gli zitelloni
- Clara Bindi in L'oro di Napoli

## Programmi televisivi
- Mare contro mare di Antonio Amurri e Lianella Carell, regia di Maria Curti Giardino, Lino Procacci e Romolo Siena, trasmessa dal 4 luglio al 25 agosto 1965.
- Fantastico 3, regia di Enzo Trapani, dal 2 ottobre 1982 al 6 gennaio 1983.
- Pronto, Raffaella? di Gianni Boncompagni, Lianella Carell, Giancarlo Magalli, regia di Gianni Boncompagni, trasmessa dal 3 ottobre 1983 al 1º giugno 1984.
- Buonasera Raffaella, regia di Furio Angiolella, trasmessa dal 5 dicembre 1985 all'8 marzo 1986.
- Domenica in, regia di Furio Angiolella, trasmessa dal 12 ottobre 1986 al 31 maggio 1987.
- Week end con Raffaella, regia di Sergio Japino, trasmessa dal 20 ottobre 1990 al 31 marzo 1991.
- Fantastico 12, regia di Sergio Japino, trasmessa dal 5 ottobre 1991 al 6 gennaio 1992.